# Архангельская церковь (Рогоз)
Церковь архангелов Михаила и Гавриила в Рогозе (рум. Biserica „Sfinții Arhangheli Mihail și Gavril” din Rogoz) — деревянная церковь в селе Рогоз жудеца Марамуреш в Румынии. Включена ЮНЕСКО в состав культурного объекта Всемирного наследия Деревянные церкви исторической области Марамуреш. В 2004 году включена в реестр исторических памятников (код MM-II code-04 618 mA). Расположена в долине реки Лапуш.
Церковь построена в 1663 году, что косвенно подтверждено надписью на входе, сообщающей о татарском набеге 1661 года. Кроме того, устройство церкви характерно для этого периода.
В июне 1785 года церковь была расписана художникоми Раду Мунтяну и Николае Маном. В 1834 году к западному нефу была приделана галерея, расписанная в тот же год.
Церковь необычна в плане: многоугольная, с прямоугольным нефом и семиугольной алтарной частью. Все стены внутри расписаны, роспись характерна яркими красками. Крыша асимметрична, один скат длиннее другого. Колокольня, как и во всех деревянных церквях Марамуреша, расположена с западной стороны церкви, в плане квадратная.